# استاسیانا استیتز
استاسیانا استیتز (به انگلیسی: Staciana Stitts) (زادهٔ ۱۲ سپتامبر ۱۹۸۱) شناگر اهل ایالات متحده آمریکا است.